# Shinshō (Shingon)
Pour les articles homonymes, voir Shinshō.
Shinshō (真紹) (797–873) est un moine bouddhiste japonais de la secte Shingon, fondateur du Eikan-dō Zenrin-ji à Heian-kyō (moderne Kyoto).
Il étudie le bouddhisme Vajrayana  (bouddhisme ésotérique) auprès de Kūkai (Kōbō Daishi) au Tō-ji et devient le troisième maître du Shingon en 843. Il accède à une fonction plus élevée dans le Tō-ji en 847 et fonde alors le Eikan-dō Zenrin-ji en 853.

## Sources
- Frederic, Louis (2002). "Shinsho." Japan Encyclopedia. Cambridge, Massachusetts: Harvard University Press.